# Дым в лесу (рассказ)
«Дым в лесу́» — рассказ советского детского писателя А. П. Гайдара, написанный в 1939 году, и впервые изданный в том же году в журнале «Пионер».

## Сюжет
Незнакомый мальчишка отбирает у четырёхлетней Фени конфету. Это видит двенадцатилетний главный герой Владимир Курнаков (от лица которого ведётся повествование), догоняет его, но воришка вырывается и убегает. Ребята идут в квартиру Фени; её мама торопливо просит присмотреть за дочкой и спешно уходит. В округе бушует пожар; выглянув из окна, автор видит пожар и с другой стороны. Он хочет пойти посмотреть на тушение, но не может. Возвращается мама Фени, разрешает Вове поехать с ними в аэропорт. Во дворе он встречает Витьку Крюкова, сообщившего, что через границу пробрались три белогвардейца и подожгли лес, чтобы сгорел завод.
На опушке леса красноармеец с винтовкой загородил дорогу, но пропускает авто, узнав, что мама Фени — жена лётчика Федосеева. На аэродроме выясняется, что Фенин отец, летчик Федосеев, на легкой машине вылетел вчера вечером обследовать район лесного пожара, и спустя сутки, до сих пор не возвращался. Комиссар эскадрильи проводил всех до машины и повторил, что лётчика Василия Семеновича Федосеева беспрестанно ищут с земли и с воздуха. На обратной дороге зуб от граблей пробил колесо; все выходят из машины. Владимир убегает играть с щенком в лес; там он слышит далёкий гудок, думает, что это сигналят ему, но потом понимает, что звук иной. Он бежит на сигнал и заблудился. Отдохнув некоторое время, он идёт к ручью напиться, и слышит в чаще три резких удара железом о железо. На поляне лежит подбитый самолет, под ним сидит раненый человек и колотит по металлическому кожуху мотора гаечным ключом. Это лётчик Федосеев.
Федосеев просит сбегать на аэродром, но Владимир сообщает, что сам заблудился. Он осматривает окрестности с дерева. Федосеев показывает направление, «чтобы солнце светило тебе как раз на край левого глаза», и отдаёт свой бумажник и записку, сообщив также, что в районе пожара, на 24 участке, позавчера в 19:30 он видел троих человек, которые стали стрелять из винтовок и пробили бензобак его самолёта.
Герой идёт через лес до реки Кальва, видит в километре на противоположном берегу шалаш и запряженную в телегу лошадь. Он плохо плавает, но понимает, что иначе никак, и плывёт. Щенок Брутик плывёт за ним, пытается залезть на голову и шею, и притапливает Владимира, но его успевает спасти служебная собака пограничников — узнав о его пропаже, за ним по следу направили кинолога, дошли до Федосеева, и до берега реки. Поджигателей нашли, один из них убит, двое задержаны.
Вова просыпается в своей кровати. Мама рассказывает ему, как его спасли. Во дворе его увидела Феня, зовёт к ним — его хочет видеть спасённый лётчик. Федосеев дарит ему блестящий никелированный компас с крышкой, с запором и с вертящейся фосфорной картушкой. На крышке обозначены год, месяц и число встречи и надпись: «Владимиру Курнакову от летчика Федосеева».
Вова смотрит на завод и думает: «Что на этом заводе делают, этого мы не знаем. А если бы и знали, так не сказали бы никому, кроме одного товарища Ворошилова».

## История создания
Впервые рассказ был напечатан в 1939 году в журнале «Пионер» № 2. В том же году вышел отдельной книгой в Детиздате.

## Критика
Главная тема рассказа — готовность ребят к подвигу, вне зависимости от его масштаба (переплыть через неширокую речку Кальву не очень сложно, но для плохо умеющего плавать героя — это проблема). Подвиг даже не совершен до конца — самого Володьку пришлось вытаскивать из реки, и не нужен - лётчика Федосеева нашли без него.